# Gordon on air!
Gordon on air! was een Nederlands radioprogramma rondom zanger/presentator Gordon, dat sinds 3 november 2007 iedere zaterdagmiddag van 15.00 tot 18.00 uur werd uitgezonden op Radio 538. In het programma werd Gordon bijgestaan door sidekick Kimberly van de Berkt, producer Danny Gordijn en dj Joost Berk.
Het programma beleefde zijn eerste uitzending op 3 november 2007 op het tijdslot waarop voorheen de Nonstop 40 werd uitgezonden en was Gordons eerste radio-uitzending sinds zijn vertrek bij Noordzee FM in 2005. De radiocomeback van Gordon op Radio 538 werd aangekondigd kort nadat officieel bekendgemaakt werd dat Ruud de Wild het station had verlaten en ging gepaard met een grote wijziging in de weekendprogrammering van het station.
In het programma werden onder andere showbizznieuws en shopping- en uitgaanstips besproken, telefoongesprekken gevoerd (met zowel luisteraars als Bekende Nederlanders) en daarnaast speelt Gordon verschillende zelfbedachte typetjes, waaronder 'Mevrouw de Waal' en 'Danny de Haas'. Deze typetjes speelde Gordon al eerder in zijn voorgaande radioprogramma's. Als deze typetjes reageert Gordon telefonisch op advertenties en stelt de adverteerders de meest onzinnige vragen. Ook komt er vaak een persiflage op Kelly van der Veer in het programma voorbij.
Vanaf juli 2008 was het programma niet meer op die zender te horen, doordat Jeroen Afternoon naar deze uren verplaatst was en dezelfde maand aangenomen dj Mark Labrand naar de uren van 12 tot 3 werd doorgespeeld.